# Libre.fm
Libre.fm és un portal comunitari de música i una xarxa social, fundat el 2009 per Matt Lee, que pretén ser una alternativa a Last.fm. Actualment es troba encara en desenvolupament i en "fase alfa".
La principal raó per la qual es creà Libre.fm fou per oferir un servei similar a Last.fm però que respectés la privadesa dels seus usuaris i la seva informació. Així doncs, Libre.fm no té un registre de les IP dels seus usuaris, permet als usuaris triar fer públic el seu perfil o no, i no es fa amo de les dades que els usuaris envien.

## Característiques
El portal funciona de manera similar a Last.fm emmagatzemant registres sobre la música que els usuaris escolten a través de l'API Audioscrobbler.
Mitjançant la utilització dels registres sobre la música que escolten els usuaris, el lloc recomana música als usuaris mitjançant l'anàlisi dels seus gustos musicals.
Libre.fm utilitza dos elements bàsics per a la seva funcionalitat. Un és GNUkebox Arxivat 2009-05-27 a Wayback Machine., que és el servidor dels registres i els informes de les pistes d'àudio escoltades per un usuari. I després Nixtape Arxivat 2010-03-23 a Wayback Machine. que és el que permet formar la relació entre els usuaris, crear grups i compartir esdeveniments. Tots dos estan publicats sota la llicència GNU AGPL i es poden utilitzar independentment de Libre.fm en qualsevol ordinador, de manera que els usuaris poden administrar els seus propis servidors per a completar la privacitat.

## Objectius
A més de ser un lloc de trobada entre els usuaris amants de la música lliure, Libre.fm es tracta d'un projecte a llarg termini per permetre als artistes poder alliberar la seva música, publicar-la a la web, o posar-la a la venda utilitzant bàsicament llicències Creative Commons.